# Dobrá Voda (Žďár nad Sázavou)
Dobrá Voda (in tedesco Gutwasser) è un comune ceco situato nel distretto di Žďár nad Sázavou, nella regione di Vysočina.